# Frederick Taylor Gates
Frederick Taylor Gates (ur. 1853, zm. 1929) – amerykański pastor baptystyczny, wychowawca, główny doradca biznesowy i filantropijny Johna D. Rockefellera w latach 1891–1923.

## Wczesne życie
Frederick Taylor Gates, syn Granville’a i Sary Jane (Bowers) Gatesów, urodził się 2 lipca 1853 roku w Maine, hrabstwie Broome w stanie Nowy Jork. Jego ojciec był pastorem baptystycznym. Sąsiadem i wujkiem Fredericka był Cyrus Gates, kartograf, abolicjonista oraz lokalny sędzia. Ukończył University of Rochester w roku 1877 oraz seminarium teologiczne w Rochester (Rochester Theological Seminary) w roku 1880. Od 1880 roku do 1888 był pastorem w Głównym Kościele Baptystycznym (Central Baptist Church) w Minneapolis w stanie Minnesota. Opuścił zbór i został zatrudniony w sekretariacie nowo utworzonego Stowarzyszenia Edukacyjnego Baptystów Amerykańskich (American Baptist Education Society), gdzie bronił istnienia Uniwersytetu baptystycznego w Chicago w celu zapełnienia pustki w edukacji wyznawców baptyzmu.

## Doradca Rockefellera
21 stycznia 1889 roku Gates spotkał Johna D. Rockefellera, który tak jak on był ochrzczony w wierze baptystycznej. Uczestniczył w opracowaniu funduszu Rockefellera na rzecz utworzenia baptystycznego University of Chicago, w którym później przez wiele lat pełnił funkcję członka zarządu uczelni.

## Standard Oil
Gates stał się potem najważniejszym doradcą Rockefellera w zakresie biznesu i filantropii pracując w nowo powstałym biurze rodziny, w siedzibie Standard Oil zlokalizowanym na ulicy Broadway pod numerem 26, gdzie nadzorował inwestycje w inne firmy niż Standard Oil Trust.
Od roku 1892 i w dalszych latach, w obliczu rozwijających się jak nigdy inwestycji i zakupów nieruchomości, Rockefeller odczuł potrzebę zorganizowania profesjonalnego doradztwa dla swojego biznesu, w związku z tym utworzył czteroosobowy komitet, w którego skład wszedł później także jego syn John D. Rockefeller Jr. oraz nominował Gatesa prezesem komitetu i starszym doradcą. W tym składzie Gates przekazywał fundusze Rockefellera na rzecz syndykatów zorganizowanymi przez dom inwestycyjny Kuhn, Loeb & Co. oraz w mniejszym stopniu do tych związanych z domem inwestycyjnym J.P. Morgana.

## Pozostałe funkcje
Gates był członkiem zarządu wielu przedsiębiorstw, w których Rockefeller posiadał większościowy pakiet udziałów; ten ostatni posiadał portfel papierów wartościowych niespotykanych rozmiarów dla osoby prywatnej. Pomimo że Gates jest dzisiaj znany jako doradca do spraw filantropii, sam Rockefeller określał go jako najlepszego biznesmena jakiego udało mu się spotkać w całym swoim życiu, odsuwając na bok takie sławne figury tamtego czasu jak Henry Ford czy Andrew Carnegie.
Kiedy zaprzestał być doradcą biznesowym Rockefellera w 1912 roku, Gates kontynuował swoją działalność doradzając jego synowi, Johnowi D. Rockefellerowi Jr. w sprawach filantropii, będąc równocześnie członkiem wielu rad nadzorczych. Był także prezesem Komisji Edukacji Powszechnej, która została później połączona z innymi instytucjami rodziny Rockefellerów.

## Filantropia
Gates skupił się wyłącznie na filantropii po 1912 roku. Przekonał Rockefellera do zmiany sposobu w jaki podejmował swoje działania charytatywne. Zaproponował, aby zamiast rozdawać pojedyncze sumy pieniędzy konkretnym beneficjentom stworzyć hurtowy proces tworzenia dobrze finansowanych fundacji, prowadzonych przez ekspertów, którzy decydowali by, jakie tematy reform warto podejmować. Gates nadzorował dystrybucję około 500 milionów dolarów. Mimo że, Rockefeller wierzył w skuteczność ludowej medycyny, to jednak liczył się ze zdaniem swoich ekspertów i Gatesowi udało się przekonać go, że może on mieć wielki wpływ na modernizację medycyny zwłaszcza poprzez reformę edukacji, sponsorowanie badań nad nowymi lekami, oraz systematyczne zwalczanie chorób, które osłabiały wydajność narodu takie jak chociażby wywoływane przez tęgoryjca dwunastnicy.
W 1901 roku Gates stworzył Instytut Badań Medycznych Rockefellera (obecnie Rockefeller University), w którym był prezesem rady nadzorczej. Następnie zaprojektował Fundację Rockefellera, zostając członkiem zarządu po jej utworzeniu w 1913 roku. Gates pełnił funkcję prezesa zarządu Komisji Edukacji Powszechnej, która stała się przodującą fundacją w dziedzinie edukacji.
Jednakże w 1912 roku John D. Rockefeller Jr. przejął kontrolę nad działaniami filantropijnymi, a Gates przeszedł na drugie miejsce. Chociaż Gates nigdy nie stracił swojej wiaryto zaczął zmieniać kierunek z religijnej dobroczynności na bardziej świeckie dążenia takie jak badania medyczne czy edukacja. W 1914 roku Gates zaprojektował Chińską Radę Medyczną (China Medical Board). Zamiast rozpatrywać Chiny w tradycyjnych kategoriach misyjnych jako kraj milionów pogan potrzebujących nawrócenia, Gates całą swoją wiarę skupił w nauce. Skarżył się, że misjonarze w Chinach zostali uwięzieni w niewoli tradycji i ignorancji i błędnym nastawieniu do wspierania wspólnot religijnych . Dokonali niewielu nawróceń i pogrzebali możliwość rozprzestrzeniania się zachodniej nauki. Było tam setki misji medycznych, ale łączących „cuda” zachodniej medycyny z naukami chrześcijaństwa. Zamiast skupić się na profilaktyce zdrowia nakłaniały chorych i umierających pacjentów do przyjęcia nowej wiary. Gates planował przejąć Uniwersytet Medyczny w Pekinie, gdzie mógłby przeszkalać misjonarzy. Pracując na skrzyżowaniu filantropii, imperializmu, wielkiego biznesu, religii i nauki, Chińska Rada Medyczna była jego ostatnim istotnym projektem.
W 1924 roku Gates poszedł za daleko prosząc Zarząd Fundacji Rockefellera, aby zainwestować 265 milionów dolarów w Chińską Radę Medyczną. Ta niebotyczna suma mogła zmienić chińską opiekę medyczną w najlepszą na świecie służbę zdrowia oraz wyeliminować wpływ podziałów religijnych z praktyki medycznej i działalności charytatywnej. Zarząd fundacji odrzucił propozycję a Gates stał się ofiarą swoich stopniowych nacisków na „władzę ekspertów”. Eksperci do spraw Chin i medycyny nie zgadzali się z nim, został zmarginalizowany, co doprowadziło do jego rezygnacji z członkostwa w Chińskiej Radzie Medycznej .
Gates był człowiekiem postępowym i wspierał ruch efektywności. Starał się wywierać nacisk wszędzie tam gdzie kilka milionów dolarów mogło przynieść znaczące zmiany, tak jak przy tworzeniu nowego uniwersytetu, zwalczaniu tęgoryjca dwunastnicy, ponieważ choroba przenoszona przez tego pasożyta zmniejszała efektywność lub przy rewolucji w szpitalach wywołanej raportem Flexnera .